# 大衛·艾根柏
大衛·艾根柏（英語：David Eigenberg，1964年5月17日—）是一名美國演員，以HBO自製影集慾望城市一角色史蒂夫·布萊迪成名。

## 生平
艾根柏出生在美國紐約長島，在伊利諾州內珀維爾長大。其母碧佛莉（Beverly）擁有一家幼稚園，其父哈利·艾根柏（Harry Eigenberg）是一名退休的公家會計師。艾根柏有一個妹妹貝施（Betsy）和一個姊姊海倫（Helen）。
艾根柏的父親是一位猶太人，但艾根柏本身追隨母親信奉美國聖公會。艾根柏一家人在艾根柏四歲時舉家遷移到伊利諾州，住在芝加哥郊區附近。他12歲時曾演過庫爾特·馮內古特的Happy Birthday Wanda June。高中畢業後，艾根柏加入了美國海軍陸戰隊，服務三年。

## 外部連結
- 大衛·艾根柏在互联网电影资料库（IMDb）上的資料（英文）
- 與艾根柏的訪談 （页面存档备份，存于）